# 분홍송란아족
분홍송란아족(粉紅松蘭亞族, 학명: Bletiinae 블레티이나이[*])은 수상란족의 아족이다.

## 하위 분류
- 분홍송란속(Bletia Ruiz & Pav.)
- Basiphyllaea Schltr.
- Chysis Lindl.
- Hexalectris Raf.